# Лозова (Молдова)
Лозова (рум. Lozova) — село у Страшенському районі Молдови. Адміністративний центр однойменної комуни, до складу якої також входить село Стежерень. Поруч з селом розташована Молдовська астрофізична обсерваторія.

## Населення
За даними перепису населення 2004 року у селі проживали 5934 особи.
Національний склад населення села:
| Національність       | Кількість осіб | Відсоток   |
| -------------------- | -------------- | ---------- |
| молдавани румуни     | 5767 108       | 97,2% 1,8% |
| росіяни              | 30             | 0,5%       |
| українці             | 15             | 0,3%       |
| гагаузи              | 2              | < 0,1%     |
| болгари              | 1              | < 0,1%     |
| поляки               | 1              | < 0,1%     |
| інша / без відповіді | 10             | 0,2%       |
| Всього               | 5934           | 100%       |

## Видатні уродженці
- Ткач Злата Мойсеївна — молдовський композитор.